# دي خلىء (جبلة)

تعديل مصدري - تعديل

دي خلىء محلة تابعة لقرية الشباح، التابعة لعزلة الشهلي بمديرية جبلة إحدى مديريات محافظة إب في الجمهورية اليمنية، بلغ تعداد سكانها 31 حسب تعداد اليمن لعام 2004.